# Українсько-тайські відносини
Українсько-тайські дипломатичні відносини (тай. ความสัมพันธ์ทางการทูตยูเครนไทย Khwām s̄ạmphạnṭh̒ thāngkār thūt yūkhern thịy) — це двосторонні відносини між Україною та Королівством Таїланд у галузі міжнародної політики.
Від моменту визнання світовою спільнотою незалежності України, держава прагне та вживає заходів для поглиблення відносин з країнами-партнерами.
Співробітництво з Таїландом, за словами І. Гуменного, Надзвичайного та Повноважного посла в Королівстві (2004—2008 рр.), було визнано Києвом одним з головних пріоритетів української зовнішньої політики в Південно-Східній Азії. Партнерство з Таїландом є важливим для України та навпаки, відтак сторони докладають всіх зусиль для підтримання цінних зв'язків.
Королівство Таїланд визнало незалежність України 26 грудня 1991 р.
6 травня 1992 р. відбувся обмін нотами між МЗС України та Посольством Королівства Таїланд в Москві, це стало приводом до встановлення дипломатичних відносин між країнами.

## Історія дипломатичних відносин
19 травня 1998 р. Президент України Л. Кучма підписав указ про призначення І. Литвина Надзвичайним і Повноважним Послом України в Королівстві Таїланд за сумісництвом.
14 листопада 2000 р. Президент України Л. Кучма підписав указ про призначення Надзвичайного і Повноважного Посла України в Соціалістичній Республіці В'єтнам Р. Білодіда Надзвичайним і Повноважним Послом України в Королівстві Таїланд за сумісництвом.
5 березня 2004 р. Президент України Л. Кучма підписав указ про призначення І. Гуменного Надзвичайним і Повноважним Послом України в Королівстві Таїланд.
Після відкриття Посольства України в Королівстві Таїланд політичні стосунки суттєво зміцнились. Важливим кроком до їх розвитку став офіційний візит Президента та представників МЗС України до Таїланду у березні 2004 р. 10 березня було підписано угоду між Урядами країн про повітряне сполучення. Цього ж дня між МЗС країн було підписано «Протокол про консультації та співробітництво між Міністерством закордонних справ України та Міністерством закордонних справ Королівства Таїланд», що передбачав подальшу співпрацю між країнами у різних сферах.
24 березня 2004 р. Прем'єр-міністр України В. Янукович підписав розпорядження щодо «Угоди між Кабінетом Міністрів України та Урядом Королівства Таїланд про співробітництво в галузі туризму».
22 вересня 2004 р. ратифіковано схвалену в липні того ж року «Конвенцію між Урядом України і Урядом Королівства Таїланд про уникнення подвійного оподаткування та запобігання податковим ухиленням стосовно податків на доходи».
Варто згадати, що країни також співпрацюють у рамках проектів ООН та взаємопідтримують обрання кандидатур для участі у різних міжнародних організаціях. У жовтні 2004 р. до Києва з робочим візитом прибула група тайських дипломатів. В рамках зустрічі були проведені консультації щодо узгодження деталей стосовно імплементації Конвенції про заборону протипіхотних мін. Україна була співавтором документу та ратифікувала у 2005 р. відповідну Конвенцію.
Важливим для успішних двосторонніх відносин став підписаний 19 липня 2005 р. «Меморандум про взаєморозуміння між Державним комітетом фінансового моніторингу України та Службою по боротьбі з відмиванням грошей (AMLO) Королівства Таїланд щодо співробітництва в сфері обміну фінансовими відомостями, пов'язаними з відмиванням грошей», що свідчив про бажання обох сторін працювати над ліквідацією спільної проблеми.
21 грудня 2005 р. було підписано розпорядження «Про підписання Угоди між  Кабінетом Міністрів України та Урядом Королівства Таїланд про військово-технічне співробітництво».
Сторони активно співпрацювали з питань, пов'язаних з реформою Ради Безпеки ООН, а також увійшли до «Мережі лідерів на підтримку реформи ООН» за ініціативою Уряду Швеції. В зв'язку з цим заступник Міністра МЗС України В. Хандогій взяв участь у Другій зустрічі представників «Мережі лідерів на підтримку реформи ООН», що відбулася у м. Бангкок 24—25 квітня 2006 року.
У 2007 р. українська делегація мала нагоду відвідати Таїланд. На цій зустрічі були узгоджені нюанси щодо проведення засідання Міжурядової українсько-тайської комісії з питань двостороннього співробітництва.
У червні 2007 р. з візитом приїздила тайська делегація на чолі з Міністром Комерції К. Джирапаетом. У рамках зустрічі відбулись переговори з Міністерством економіки України. Були започатковані програми співробітництва між співпрацюючими парламентськими групами.
У другому кварталі 2007 року були проведені заходи з нагоди відзначення 15-ї річниці встановлення дипломатичних відносин між Україною і Королівством Таїланд.
Важливою подією в історії українсько-тайських відносин стало офіційне відкриття Почесного Консульства Королівства Таїланд в Україні у травні 2008 р.
3 червня 2008 р. Президент України В. Ющенко підписав указ «Про призначення М. Чучука Надзвичайним і Повноважним Послом України в Королівстві Таїланд».
18 жовтня 2008 р. набува чинності підписана 18 жовтня 2007 р. в м. Бангкок «Угода між Урядом України та Урядом Королівства Таїланд про скасування візових   вимог для пред'явників дипломатичних, службових та офіційних паспортів».
4 листопада 2008 р. Надзвичайний і Повноважний Посол України в Королівстві Таїланд М. Чучук вручив Вірчі Грамоти Його Королівській Високості Крон Принцу М. Ваджіралонгкорну.
Значною подією в контексті двосторонніх відносин стали політичні консультації між МЗС країн у Києві 9 вересня 2009 р. Було реалізовано перше засідання щодо підписаної в 2002 р. угоди про створення Міжурядової українсько-тайської Спільної комісії з питань двостороннього співробітництва.
2010 рік став важливим для розвитку торговельно-економічних відносин країн — відбулося схвалення проекту «Торговельної угоди між Урядом України та Урядом Королівства Таїланд».
26 вересня 2011 р. Міністр МЗС України К. Грищенко зустрівся з Міністром МЗС Королівства Таїланд С.Товічакчайкулом. Зустріч пройшла у Нью-Йорку в рамках роботи 66-ї сесії ГА ООН.
18—20 березня 2012 р. відбувся робочий візит в Україну Головнокомандувача Королівської Тайської Армії, генерала П. Чан-оча.
9—13 жовтня 2012 р. відбувся візит в Україну Міністра оборони Таїланду, головного маршала авіації С. Суванатата. 12 жовтня, під час візиту, в Києві відбулось підписання «Угоди між Урядом України та Урядом Королівства Таїланд про співробітництво у сфері оборони». 10 квітня 2013 р. вона була затверджена.
29—31 січня 2013 р. Королівство відвідав Міністр оборони України. Тоді ж відбулися зустрічі з Міністром оборони Королівства Таїланд С. Суванататом, Головнокомандувачем Королівської Тайської Армії, генералом П. Чан-оча.
3—7 вересня 2013 р. відбувся офіційний візит до Королівства Таїланд Командувача Сухопутних військ Збройних сил України на запрошення Головнокомандувача Королівської Тайської Армії, генерала П. Чан-оча.
31 грудня 2013 р. Президентом України В. Януковичем було підписано розпорядження про створення делегації для участі у переговорах між Україною та Королівством Таїланд щодо підготовки проекту Договору між Україною та Королівством Таїланд про передачу засуджених осіб. Ця обставина свідчить про зацікавленість України у збалансованій співпраці з Таїландом та дотриманні міжнародного права у випадках певних правових порушень, що торкаються обох держав.
У травні 2014 р. В. Ковалевського було призначено Тимчасовим повіреним у справах України в Королівстві Таїланд.
24 листопада 2015 р. Президент України П. Порошенко підписав указ «Про призначення А. Бешти Надзвичайним і Повноважним Послом України в Королівстві Таїланд».
5 червня 2017 року в рамках першого в історії двосторонніх українсько-тайських відносин офіційного візиту Міністра закордонних справ України до Таїланду відбулася зустріч Павла Клімкіна з тайським колегою — Доном Прамудвінаєм, Міністром закордонних справ Королівства Таїланд. У ході переговорів були предметно розглянуті шляхи поглиблення українсько-тайської взаємодії в рамках міжнародних організацій, а також перспективи подальшого розвитку, насамперед, торговельно-економічного двостороннього співробітництва.
За підсумками переговорів сторонами було підписано Договір між Україною та Королівством Таїланд про взаємну правову допомогу у кримінальних справах та Торговельну Угоду між Урядом України та Урядом Королівства Таїланд.
Укладення Торговельної Угоди з Таїландом, який є головним торговим партнером України у Південно-Східній Азії з обсягом двостороннього товарообігу у 2016 році в понад 600 млн дол. США (за позитивного для України сальдо в 255 млн дол. США), відкриває додаткові можливості для взаємовигідного, прагматичного співробітництва між двома країнами на економічному та інвестиційному напрямах двосторонніх відносин.
Таїланд є давнім партнером України у багатьох сферах, насамперед, оборонній та торговельно-економічній. Слід зазначити, що українська сторона, вбачаючи взаємовигідність та перспективність зв'язків з Таїландом, прагне виведення їх на вищий рівень та поглиблення на умовах, сприятливих для обох сторін. 

## Договірно-правова база між Україною і Таїландом
Основні двосторонні договірно-правові документи:
1. Угода про встановлення дипломатичних відносин;
2. Угода між Кабінетом Міністрів України і Урядом Королівства Таїланд про створення Міжурядової українсько-тайської комісії з питань двостороннього співробітництва;
3. Протокол про співробітництво та консультації між Міністерством закордонних справ України та Міністерством закордонних справ Королівства Таїланд;
4. Конвенція між Урядом України та Урядом Королівства Таїланд про уникнення подвійного оподаткування і попередження податкових ухилень стосовно податків на доходи і майно;
5. Протокол між Україною і Королівством Таїланд щодо доступів до ринків товарів та послуг;
6. Угода між Урядом України і Урядом Королівства Таїланд про повітряне сполучення;
7. Меморандум про взаєморозуміння між Державним комітетом фінансового моніторингу України та Службою по боротьбі з відмиванням грошей (AMLO) Королівства Таїланд щодо співробітництва в сфері обміну фінансовими відомостями, пов’язаними з відмиванням грошей;
8. Угода між Урядом України та Урядом Королівства Таїланд про скасування візових вимог для пред’явників дипломатичних, службових та офіційних паспортів;
9. Угода між Кабінетом Міністрів України та Урядом Королівства Таїланд про співробітництво у сфері оборони.[20]
10. Торговельна Угода між Урядом України та Урядом Королівства Таїланд (підписана 5 червня 2017 року під час офіційного візиту в Таїланд Міністра закордонних справ України).
11. Меморандум про взаємопорозуміння між Дипломатичною Академією  України та Інститутом міжнародних відносин імені принца Девавонг Варопакарна при МЗС Таїланду, 22 січня 2019 року.

## Співпраця у сфері культури
З метою утвердження позитивного іміджу України, а також поширення інформації про її культурний та туристичний потенціал у Королівстві Таїланд Посольство на регулярній основі проводить відповідні широкомасштабні заходи.  
Протягом 2008 – 2013 рр. Посольством надавалося сприяння участі груп тайських дітей у  Міжнародному дитячому фестивалі «Змінимо світ на краще», який проводився у дитячому таборі «Артек».
З нагоди 25-ї річниці встановлення дипломатичних відносин між Україною та Таїландом Посольство Українипровело дві виставки українського художника Івана Марчука  у Таїланді в період 31 жовтня — 16 листопада 2017 року. Експозиції картин художника були представлені до огляду громадянам Таїланду та гостям країни у приміщеннях Бангкокського мистецького та культурного центру (Bangkok Art and Culture Centre) та Галереї імені королеви Таїланду Сірікіт (The Queen’s Gallery).
За період роботи двох виставок їх відвідало близько 75 тисяч людей. Серед них представники дипломатичного корпусу, тайської влади, ділових та мистецьких кіл країни, журналісти провідних телевізійних каналів, студенти, української громади тощо.
31 травня 2018 року в Бангкоку у приміщенні Галереї Королеви Сірікіт (The Queen’s Gallery) відбулося офіційне відкриття виставки "Розмаїта Україна"/"Diverse Ukraine", покликаної поширити серед тайського суспільства знання про традиційну українську культуру та мистецтво.
В експозиції представлені професійні фотографії від майстерні «Треті півні» та декілька світлин з проекту «Наші», виконані спільно з етно-галереєю «Роксоляни Шимчук», світлина «Дівчина в кримськотатарському вбранні» від фотохудожника Сергія Ковбасюка, старовинний національний одяг з колекції галереї «Спадок» родини Демкур, а також 25 ляльок-мотанок майстринь Тетяни та Наталії Катриченко.
Захід організований Посольством України в партнерстві з низкою українських майстрів, галеристів та тайськими і українськими бізнес-колами, що дозволило провести виставку в одній з найкращих галерей Бангкоку без залучення державних коштів. На відкритті побували члени Парламенту, представники МЗС та інших державних органів Королівства Таїланд, ділові, мистецькі та медійні кола.
Наступним масштабним культурним проектом Посольства стала виставка картин під назвою «IMAGINARIUM» сучасного українського художника Олега Шупляка. Захід проходив у приміщенні Бангкокського центру мистецтва та культури у період 2 – 28 жовтня 2018 року та користувався підвищеною увагою серед тайського населення та гостей міста. До уваги відвідувачів Центру було представлено близько 70 картин художника із серії «Двовзори» (авторська назва картин-ілюзій з подвійним змістом). Приємним є той факт, що починаючи з 19 жовтня 2018 року в приміщенні Центру розпочав роботу Бангкокський бієнале, головна культурна подія Таїланду в 2018 році, що проходить в країні вперше та триватиме 5 місяців. Участь у заході беруть 75 митців світового рівня із 34-х країн. Підготовка до заходу тривала останні декілька років, а кількість залучених виставкових площ налічує тисячі квадратних метрів у престижних виставкових та торгових центрах тайської столиці. Організатори ставлять амбітну мету перетворити Таїланд у провідну країну в контексті сучасного мистецтва (Contemporary Art). У перший день роботи захід відвідало більше 80 тисяч людей. Відтак виставка «IMAGINARIUM», організована Посольством України стала частиною і цієї масштабної та історичної події у культурному житті Королівства Таїланд. Загалом кількість відвідувачів української виставки склала більш більше 330 тис. людей

## Торговельно-економічне співробітництво
Україна розглядає розвиток відносини з Королівством Таїланд в торговельно-економічній сфері, як один з головних пріоритетів зовнішньої економічної політики в Південно-Східній Азії. Водночас, Україна зі своїм економічним потенціалом, географічним розташуванням та науковим досвідом може бути важливим партнером Таїланду для виходу на ринки країн Східної Європи та Європейського Союзу. Беручи до уваги великий потенціал двостороннього співробітництва у торговельній сфері 5 червня 2017 року між Урядом України та Урядом Королівства Таїланд було укладено торговельну Угоду.
Таїланд і Україну пов'язують давні відносини у економічній та науково-технічній сферах. Зокрема, у 2008 році ракета носій «Дніпро» української розробки вивела на орбіту перший тайський супутник спостереження за Землею – THEOS.
Тайський ринок залишається найважливішим в Південно-Східній Азії для українського експорту, передусім, сільськогосподарської продукції. Зокрема в останні роки Україна виступає головним імпортером пшениці в Таїланд, на неї припадає більш ніж 40 % всієї імпортованої пшениці в Королівство. Експорт вітчизняного збіжжя до Таїланду в 2015 році сягнув обсягу у 1,3 млн т, а у 2016 році 1,9 млн т. Відтак тайські інвестори демонструють велику зацікавленість щодо інвестування у агропромисловий сектор української економіки.
2011 року між Україною і Таїландом було укладено контракт обсягом 240 млн дол. на поставку українських танків ОБТ "Оплот". У квітні 2012 року ДП "Завод ім. Малишева" у м. Харків приступив до реалізації контракту. Перші п'ять танків були відвантажені на початку 2014 року, наступні чотири — в грудні 2015 року, ще 10 — навесні 2016 року. Четверта партія танків "Оплот" були доставлені до Таїланду в листопаді 2016 року. У березні 2017 року Україна здійснила поставку п'ятої партії бойових машин. "Оплоти" прибули з України по морю на військово-морську базу "Саттахип"
17 травня 2017 року у рамках 11-ї міжнародної виставки SUBCON THAILAND 2017, що є найбільшою виставкою промислових товарів в АСЕАН (Асоціація держав Південно-Східної Азії) Посольство України спільно з Державною агенцією геоінформатики та розвитку космічних технологій Таїланду провело семінар на тему "Співпраця з Україною щодо майбутнього аерокосмічної галузі Таїланду". Мета семінару підвищити обізнаність тайських підприємців, політиків, інженерів та студентів технічних вузів про потенціал України та опрацювати можливі механізми співробітництва між двома державами. Також під час роботи виставки SUBCON THAILAND 2017 Посольством та Державною агенцією геоінформатики та розвитку космічних технологій Таїланду було організовано стенд, присвячений, у тому числі українській авіаційній та космічній галузям.
26—27 травня, за участі Міністра науки та технологій Таїланду та очільника провінції Чонбурі, у космічному парку(Space Krenovation Park) пройшов захід на підтримку становлення та розвитку стартапів в Королівстві Таїланд — Startup Thailand 2017 Chonburi : Eastern Rise. У рамках заходу Посольство України спільно з Державною агенцією геоінформатики та розвитку космічних технологій Таїланду підготувало стенд присвячений потенціалу України в авіаційній та космічній сферах. Учасниками заходу були суденти ВНЗ Таїланду, представники провідних тайських телекомунікаційних і фінансових бізнес-корпорацій та урядових кіл.
1 вересня 2017 року Посол України в Таїланді Андрій Бешта зустрівся з Міністром науки і технологій Таїланду доктором Атчака Сібунруанг.  Під час зустрічі Посол поінформував про високий науково-технічний потенціал України та досягнення нашої країни у сфері високих технологій. Українська сторона висловила готовність до співпраці в рамках реалізації Урядом Королівства політики «Таїланд 4.0». Особлива увага у ході зустрічі приділялася перспективам співпраці у космічній та авіаційній галузях.Міністр науки і технологій Таїланду висловила зацікавленість у розширенні двосторонніх контактів у сфері науки та технологій та розвитку відповідної договірно-правової бази. 
За підсумками 2016 року 67 тисяч українців відвідали Королівство. У цьому зв'язку Посольство приділяє велику увагу розвитку відносин з Таїландом у туристичній сфері.  4 листопада 2016 року відбулася зустріч Посла України А.Бешти з Міністром туризму та спорту Королівства Таїланд К.Ваттанаврангкул. З огляду на значну кількість громадян України, що відвідують Королівство з метою туризму, Україною висловлено прохання про лібералізацію Таїландом візового режиму для українських туристів.